# Martin Andermatt
Pour les articles homonymes, voir Andermatt.
Martin Andermatt, né le 21 novembre 1961 à Baar, est un footballeur et entraîneur suisse de football.

## Biographie

### En sélection
Martin Andermatt reçoit 11 sélections en équipe de Suisse entre 1983 et 1989.
Il reçoit sa première sélection en équipe nationale le 2 décembre 1983 contre la Côte d'Ivoire, et sa dernière le 25 octobre 1989 contre la Tchécoslovaquie.

### Entraîneur
Il est le sélectionneur du Liechtenstein pendant 24 matchs, du 28 avril 2004 au 11 octobre 2006.

## Palmarès
- Champion de Suisse en 1990 avec le Grasshopper Zurich
- Vainqueur de la Coupe de Suisse en 1988, 1989 et 1990 avec le Grasshopper Zurich